# ニール・ガウ
ニール・ガウ (Niel Gow、1727年–1807年)は、18世紀のスコットランドにおいて最も知られたフィドル奏者である。

## 生涯
ガウは1727年にパースシャー（en:Perthshire）のStrathbraanで、ジョン・ガウ（John Gow）とキャサリン・マッキュアン（Catherine McEwan）の子として生まれた。ニールが幼児の頃に、一家はパースシャー内のインヴァー（Inver）に引っ越した。ニールはとても若いころからフィドルを弾き始め、13歳の時に初めて正式なレッスンをジョン・キャメロン（John Cameron）から受けた。その天賦の才能にもかかわらず始めは織物職人としての教育を受けたが、ついにフルタイムのミュージシャンになる。彼はミュージシャンのための地域として知られていたパースシャーにおいて最高のフィドル奏者と認知され、そして18歳の時の盲目のミュージシャンであるジョン・マクロー（John McCraw）が審査していたコンペティションへの参加に至る。ここでニールは一等賞を受賞し、ジョンから "would ken his bow hand among a hunder[d] players" (何百の奏者の間にニールのスタイルを見出した)との賞賛を受ける。ニールのパトロンとなり地元の貴族のボール遊びやダンスパーティーでの雇用を確保してくれることとなるアソル公爵（Duke of Atholl）の注意を引いた。やがてニールはフィドル奏者として広く名を知られるようになった。
ニール・ガウは二度結婚しており、彼の最初の妻マーガレット・ワイズマン（Margaret Wiseman）との間に5人の息子と3人の娘をもうけている。 彼の息子のうちウィリアム（William、1751年-1791年)、アンドリュー（Andrew、1760年-1803年)、ナサニール(Nathaniel、1763年-1831年)、ジョン(John、1764年-1826年) の4人はみなその父に続いてフィドル奏者となりフィドル音楽の作曲家となったが、中でもナサニールは優れた作曲家として有名であり、200近いチューンの作曲を残している。娘のうち二人はマーガレット(Margaret、1759年生)とグリゼル(Grizel、1761年生)である。最後の子ダニエル(Daniel、1765年生)は早逝した。 
妻マーガレットの死後、ニールは1768年にパース出身のマーガレット・アーカート（Margaret Urquhart）と結婚し、幸せな結婚生活を送った。彼女の死は、ニールの最も有名な曲である"ニール・ガウの2人目の妻の死への哀歌"（Niel Gow's Lament for the Death of his Second Wife）の作曲を動機づけた。
ニールは1807年3月1日インヴァーにて、80歳で亡くなった。
ファーストネームを彼自身は Niel と書いたが、他者によって時々 Neil あるいは Neal と書かれることもあった。なお、同名の孫（Niel、1795年頃-1823年、ナサニールの子）の存在も混同されやすい。

## 作品
19世紀後半の民俗音楽収集家ジョン・グレン（John Glen、1833年-1904年。The Glen Collection of Scottish Dance Musicで知られる。） (1895年)によると、ニール・ガウは87のダンスチューンを作曲し（あるいは作曲者の名を冠し）ており、"そのうちのいくつかは素晴らしい"。これらのチューンはスコティッシュ・カントリーダンス（en:Scottish country dance）の音楽をこんにちもなお形成している。しかしながらニールは、他の作曲家の手になるよい素材を自作として主張していない。グレンは、少なくとも87のチューンのうち4分の1は古いチューンをアレンジしたものかどこかで以前に別名で出版されたものの転用であると断言している。19世紀前半の書籍 Biographical Dictionary of Eminent Scotsmen（1835年）において、 ガウのエア（Air）  " Locherroch Side" はロバート・バーンズ のバラッド "Oh! stay, sweet warbling Woodlark, stay" を元にしたものだとの指摘がされている。
なお、この "借用"（borrowing）は当時ありふれていた手法であり、彼の評価を損なうものではない。事実、有名な画家ヘンリー・レイバーン（ en:Henry Raeburn）は何度も肖像画作成をニールから依頼されている。ケルト系のミュージシャンは一般に チューンを共有することを楽しんでいるが一方で、他のミュージシャンを欺く意図ではなく慣習としてタイトルについてあいまいなものである。１つのチューンは、異なる集団の人々の間で複数のタイトルを持つことがある。
彼の多くの作品は、ケイリー（en:Cèilidh）やカントリーダンス（en:Scottish country dance）の場で今日もなお弾かれている。
- '"ニール・ガウの2人目の妻の死への哀歌"（Niel Gow's Lament for the Death of his Second Wife）[4][5]

## 録音
- en:Quadriga Consort CD "By Yon Bonnie Banks" （2007年、ORF Early Music Edition（ウィーン））
- Scotland's Pete Clark: In the Footsteps of Niel Gow[6]

## 遺産
ニール・ガウ・フィドル・フェスティバル（Niel Gow Fiddle Festival）が、毎年3月にパースシャーのダンケルド＆バーナム（en:Dunkeld and Birnam）で開かれている。 ガウの生涯と音楽を祝って2004年に創設された。このフェスティバルで集められた資金は、ダンケルド＆バーナムに彼の記念碑を建てる元の一部とされる予定である。 